# ディープウォーターソロ
ディープウォーターソロ(Deep water soloing)は、フリークライミングのスタイルのひとつ。
リードクライミングではロープ、ボルダリングではマットを敷いて命の安全を確保するが、このスタイルでは海や河川・湖などを緩衝材に見立てて命の安全を確保し、登攀を行う。
有名なディープウォーターソロルートとしては、クリス・シャーマのEs Pontas(5.15b?)等がある。
| スタブアイコン | サブスタブ | この項目は、まだ閲覧者の調べものの参照としては役立たない、スポーツに関連した書きかけの項目です。この項目を加筆・訂正などしてくださる協力者を求めています（P:スポーツ/PJ:スポーツ）。 |